# Maydolong
Maydolong ist eine philippinische Stadtgemeinde in der Provinz Eastern Samar. Sie hat 14.743 Einwohner (Zensus 1. August 2015).

## Baranggays
Maydolong ist administrativ in 20 Baranggays unterteilt.
| - Camada - Campakerit (Botay) - Canloterio - Del Pilar - Guindalitan - Lapgap - Malobago - Maybocog - Maytigbao - Omawas | - Patag - Barangay Poblacion 1 - Barangay Poblacion 2 - Barangay Poblacion 3 - Barangay Poblacion 4 - Barangay Poblacion 5 - Barangay Poblacion 6 - Barangay Poblacion 7 - San Gabriel - Tagaslian |